# Pales festiva
Pales festiva är en tvåvingeart som beskrevs av Robineau-desvoidy 1863. Pales festiva ingår i släktet Pales och familjen parasitflugor.
Artens utbredningsområde är Frankrike. Inga underarter finns listade i Catalogue of Life.